# Денієл Телбот
Денієл Пітер Телбот (англ. Daniel Peter Talbot; нар. 1 травня 1991) — британський легкоатлет, який спеціалізувався в бігу на короткі дистанції.
Оголосив про завершення спортивної кар'єри у грудні 2021.

## Спортивні досягнення
Учасник Олімпійських ігор 2012 (виступав у попередньому забігу в естафеті 4×100 метрів) та 2016 (зупнився на півфінальній стадії змагань з бігу на 200 метрів).
Чемпіон світу з естафетного бігу 4×100 метрів (2017).
Бронзовий призер з естафетного бігу 4×100 метрів на Світових естафетах (2014).
Чемпіон Європи з естафетного бігу 4×100 метрів (2014). Дворазовий бронзовий призер змагань з бігу на 200 метрів на чемпіонатах Європи (2012, 2016).
Срібний призер Ігор Співдружності з естафетного бігу 4×100 метрів (2014).
Дворазовий переможець змагань з естафетного бігу 4×100 метрів на командних чемпіонатах Європи (2015, 2017). Срібний призер командних чемпіонатів Європи з бігу на 100 метрів (2014) та 200 метрів (2015).
Чемпіон Європи серед молоді з естафетного бігу 4×100 метрів (2013). Срібний призер чемпіонатів Європи серед молоді з естафетного бігу 4×100 метрів (2011) та з бігу на 200 метрів (2013).
Чемпіон Великої Британії з бігу на 200 метрів (2014).
Чемпіон Великої Британії в приміщенні з бігу на 200 метрів (2011).
Ексрекордсмен Європи з естафетного бігу 4×100 метрів — 37,47 (2017).